# 제티수주

제티수주의 위치

제티수주(카자흐어: Жетісу облысы, 러시아어: Жетысуская область)는 카자흐스탄 남동부에 위치한 주로 주도는 탈디코르간이며 면적은 118,500km2, 인구는 650,000명(2021년 기준)이다. 2022년 3월 16일에 카심조마르트 토카예프 카자흐스탄 대통령이 해당 행정 구역을 신설한다고 발표했다. 2022년 6월 8일을 기해 알마티주에서 분리되어 신설되었다.

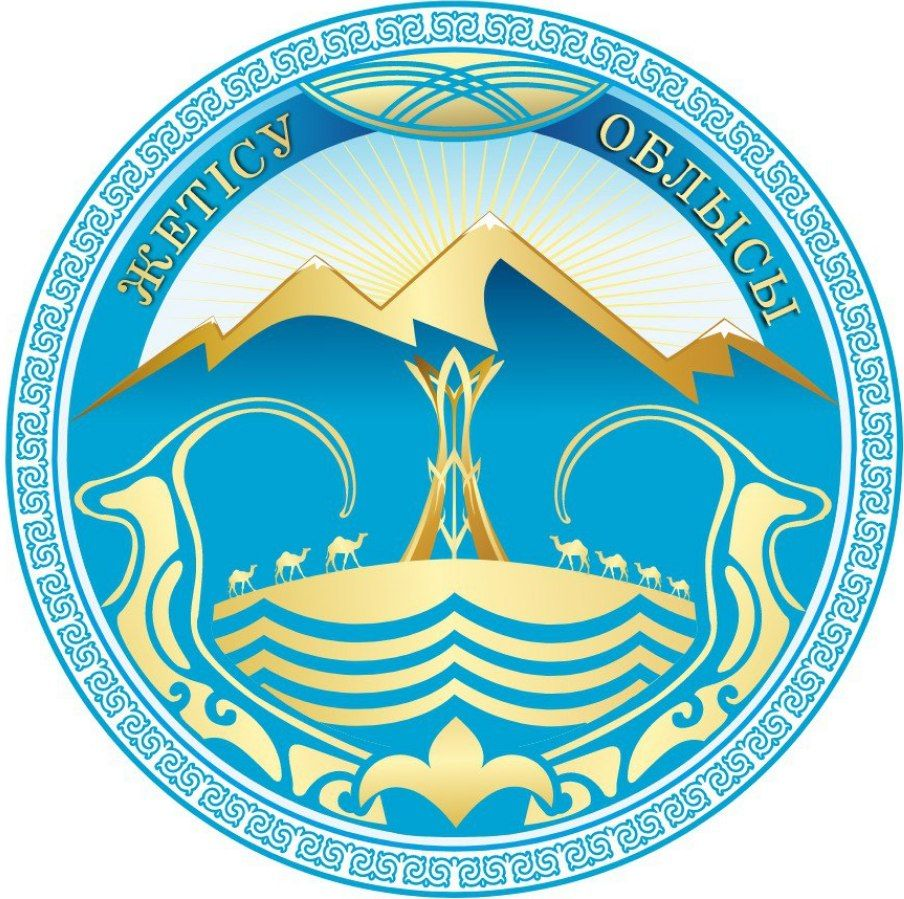
주 문장